# Какодилатный глаз
«Какодилатный глаз», «Какодилатное око» (фр. L'Œil cacodylate) — картина французского художника-авангардиста Франсиса Пикабиа, созданная в 1921 году под влиянием реди-мейдов Марселя Дюшана, а также дадаистских коллажей. Работа над ней началась с того, что Пикабиа нарисовал большой раскрытый глаз на чистом холсте. В левом нижнем углу он подписался «FRANCIS PICABIA» и поставил дату — «1921». Вверху он нанёс название — «L’OEIL CACODYLATE». После этого он попросил своих знакомых из числа парижской художественной богемы поучаствовать в создании полотна. В общей сложности на его просьбу откликнулось более пятидесяти представителей авангарда, которые поместили на неё свои автографы.
В 1921 году картина была выставлена на парижском Осеннем салоне. С января следующего года она украшала легендарное парижское артистическое кабаре «Бык на крыше». С 1967 года находится в коллекции парижского музея Центр Помпиду.

## История

### Предыстория
В 1910 году Франсис Пикабиа подружился с Марселем Дюшаном, создателем техники реди-мейда (перенесение предметов из нехудожественного пространства в область искусства). В 1915 году он переехал в Нью-Йорк, где стал одним из деятельных участников дадаистских акций, завязал знакомство с Ман Рэйем. В 1918 году Пикабиа жил в Швейцарии (Лозанна, Цюрих), там он сблизился с основоположником и лидером дадаизма Тристаном Тцара, а другие представители этого авангардного течения (Жан Арп, Хан Рихтер, Марсель Янко, Вальтер Зернер) с радостью приняли его за «своего». В 1919 году цюрихская группа дадаистов распалась, и в феврале того же года Пикабиа вернулся в Париж. На несколько лет он становится одним из лидеров группы парижских дадаистов, принимает участие в скандальных художественных акциях, использует их технику коллажа. Однако поскольку его характер был непостоянен, а вкусы изменчивы, в 1921—1922 году Пикабиа разорвал связи со своими прежними соратниками и на несколько лет сблизился с сюрреалистами.

### Создание
Создание картины «Какодилатный глаз» началось с того, что Пикабиа нарисовал большой широко раскрытый человеческий глаз на чистом холсте. В левом нижнем углу он подписался «FRANCIS PICABIA», а чуть ниже имени поставил дату — «1921». Вверху полотна он нанёс название — «L’OEIL CACODYLATE». Такое название связано с какодилатными таблетками, которые в то время он применял для лечения посещавших его депрессий. Известно, что какодилат использовался для лечения психических расстройств с конца XIX века. При этом само название лекарства (образовано от греческого слова зловонный) казалось художнику забавным. Первое упоминание об этом препарате в творчестве Пикабиа появляется в стихотворении «Какодилат» (Cacodylate) из сборника «Стихи и рисунки девочки, рождённой без матери» (Poèmes et dessins de la fille née sans mère), опубликованного в 1918 году в Лозанне. Кроме того, в марте 1921 года Пикабиа переболел глазным заболеванием, что привело к появлению нескольких картин с использованием образов, связанных с глазами. Пикабиа попросил своих друзей написать что-либо на картине, а 31 декабря 1921 года по случаю «какодилатного Нового года» (Réveillon cacodylate), который он организовал в парижском доме певицы Марты Шаналь на улице Курсель, художник попросил гостей дополнить картину в том же духе.

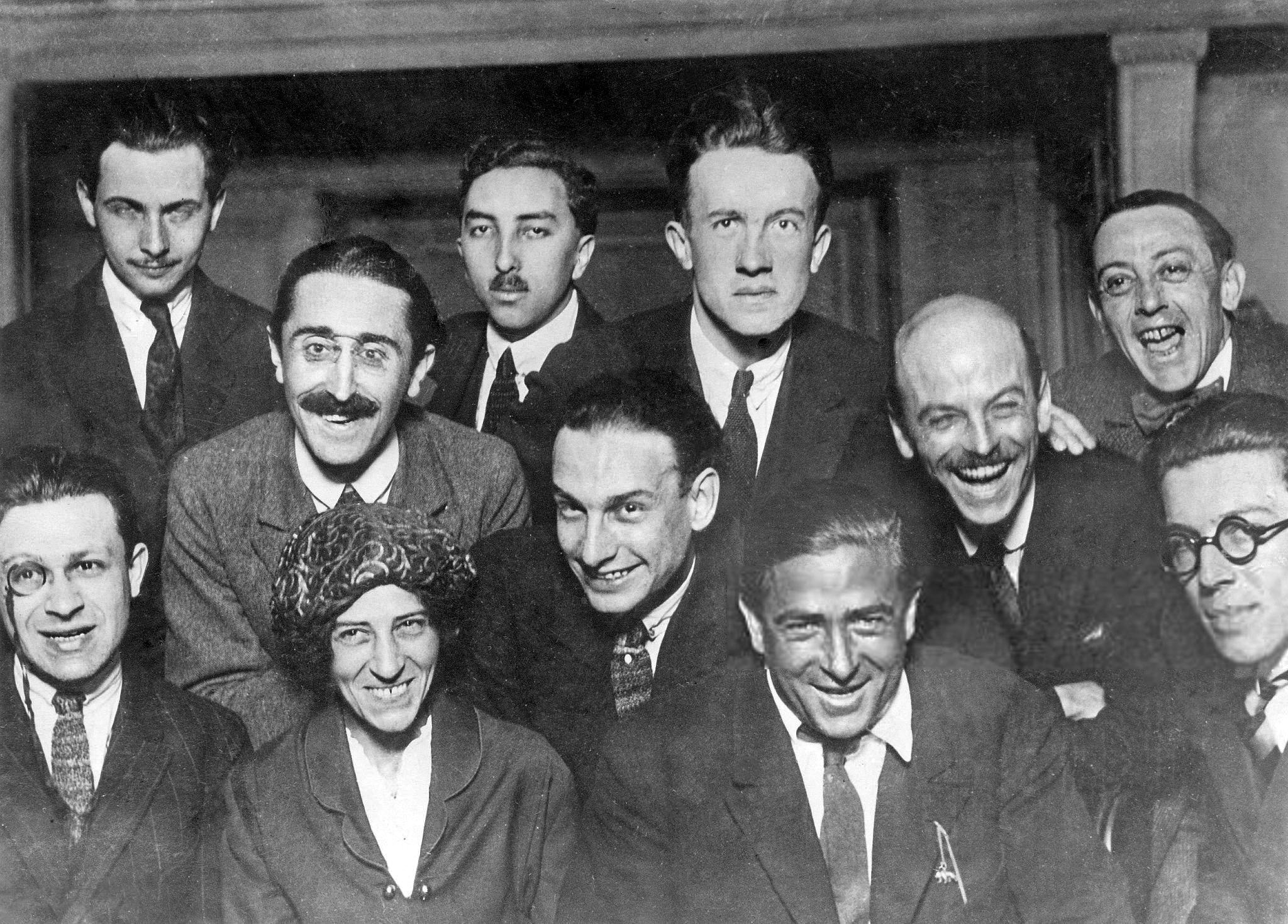
Встреча участников дадаистских журналов в Париже, 1920. Нижний ряд: Тристан Тцара, Селин Арно, Франсис Пикабиа, Андре Бретон. Средний ряд: Поль Дерме, Филипп Супо, Жорж Рибмон-Дессень. Верхний ряд: Луи Арагон, Теодор Френкель, Поль Элюар, Клеман Пансаэр, Эммануэль Фэй

В целом на предложение Пикабиа откликнулось более пятидесяти «соавторов» (в частности, Марта Шеналь, Дариус Мийо, Айседора Дункан, Марсель Дюшан, Ман Рэй, Сергей Шаршун, Франсис Пуленк, Тристан Цара, Жорж Орик, Жорж Рибмон-Дессень, Жак Кокто, Бенжамен Пере, Поль Пуаре), что в дальнейшем позволило искусствоведам «задокументировать» круг его общения в начале 1920-х годов. Некоторые из них оставили воспоминания об участии в коллективной работе. Ман Рэй, чья фотография «Женщина, курящая сигарету» (по центру картины) была помещена на коллаж, позже писал: «В гостиной был большой холст, покрытый фразами и подписями, оставленными гостями. Банки с краской валялись на полу. Он пригласил меня подписаться» (Dans le salon, il y avait une grande toile couverte de phrases et de signatures laissées par les visiteurs. Des pots de peinture jonchaient le plancher ; Il m’invita à signer). Русский художник и писатель Сергей Шаршун вспоминал, что после того, как картина была выставлена в приёмной, все начали «благовоспитанно расписываться»: «Наполеонический» Тристан Тцара написал: «„Я считаю себя — очень“ (в другом месте фраза была доведена до конца „симпатичным“). Конечно, крупно расписался, приклеил облатку аспирина и нарисовал указательный палец. (Обычно же к подписи пририсовывал револьвер»). По словам русского художника, в то время как холст только стал покрываться надписями и рисунками, под нижним краем «глаза» он вывел «S. Sharshun», слева вертикально («по-монгольски») — «Шаршун», а слева дугообразно «Soleil russe» (Русское солнце). Пикабиа, по словам Шаршуна, первоначально настороженно отнёсся к надписям последнего, заявив «это причинит мне неприятности». Однако, видимо, успокоился, после того как позже картина стала постепенно покрываться рисунками, автографами.
В 1966 году Марсель Дюшан в ходе беседы с Пьером Кабанном (фр. Pierre Cabanne) отмечал, что работа Пикабиа повлияла на форму имени самого известного из его мнимых авторов, так называемой «Ррозы Селяви» (Rrose Sélavy). Дюшан объяснял: «Вторая буква „р“ пришла из картины Пикабиа „Какодилатный глаз“, вы её знаете, она находится в кабаре „Бык на крыше“ (если Пикабиа её не продал). Он попросил расписаться на ней всех своих друзей. Я уже не помню, расписался ли я, это можно проверить по репродукции картины. Но я написал там: „Pi Qu’Habilla Rrose“. Слово „arrose“ потребовало двух „r“, это меня увлекло, и я добавил: „Pi Qu’Habilla Rrose Sélavy“. Сплошная игра слов».
Искусствоведы полагают, что картина является одним из проявлений эстетической революции, вдохновлённой реди-мейдами Дюшана. Российский историк фотографии Ольга Аверьянова писала о смене художественных парадигм в искусстве начала 1920-х годов, о чём в том числе свидетельствует работа Пикабиа: «Новая значимость теперь обреталась с помощью одной-единственной подписи художника, способной превратить самый тривиальный предмет в произведение искусства. Афоризмы, эвфемизмы, цитаты, каламбуры, фотографии — это авторские высказывания о современном искусстве. „Коллективное“ произведение представляется своего рода сводным каталогом, где каждый участник маркировал себя так, как ему представлялось возможным».

### Провенанс
Картина (первая версия) была выставлена на Осеннем салоне 1921 года, где вызвала скандал. С января 1922 года она стала украшением интерьера легендарного парижского художественного кабаре «Бык на крыше» (Le boeuf sur le toit), где любили проводить время дадаисты и сюрреалисты. С 1967 года находится в коллекции парижского Национального центра искусства и культуры Жоржа Помпиду.

## Ссылка
- Francis Picabia. L'oeil cacodylate (фр.). Le Centre Pompidou (2024).